# 黑道家族
是描寫美國紐澤西州北部黑手黨的犯罪電視劇，製作人是大衛·雀斯。1999年1月10日在北美HBO首播，本劇總共播放了6季，86集，直到2007年6月10日完結。本劇由占士·簡東費尼、罗林·布兰考、艾迪·法柯及米高·伊派里奧里領銜主演。劇情的主線圍繞在意大利裔美國黑幫東尼·索波諾（簡東費尼 飾演）的家庭與自己所領導的犯罪組織的各式矛盾與衝突。本劇自開播以後非常成功，甚至成為一種文化現象。電子遊戲《人在江湖：尊敬之路》於2006年發售。
本劇擁有廣大的收視群，其開創性地以寫實鏡頭呈現黑手黨生活、美國家庭、意大利裔美國人社群、暴力支配的世界與道德的灰色地帶，贏得觀眾、影評的諸多喝采。如同許多其他HBO製播的影集如《六呎風雲》、《慾望城市》，《黑道家族》也以成年人的收視群眾為主，因為其鏡頭包含了許多血腥暴力、正面裸露、毒品及褻瀆性的文字。
2018年3月，新線影業宣布他們購買了一部電影，該電影詳細描述了《黑道家族》的背景故事，設定在1960年代紐瓦華騷亂期間。片名叫《紐華克聖人》，由大衛·雀斯和勞倫斯·康納編劇，並且會由亞倫·泰勒執導。

## 演員與角色
- 占士·簡東費尼 飾 東尼·索波諾（Tony Soprano）——意大利裔犯罪家族「迪米歐」的老大。
- 羅林·布蘭考 飾 珍妮佛·梅菲（Jennifer Melfi）——東尼的心理醫師。
- 艾迪·法柯 飾 卡梅拉·索波諾（Carmela Soprano）——東尼的妻子。
- 羅伯特·伊萊爾 飾 小安東尼·索波諾（Anthony Soprano Jr.）——東尼的兒子。
- 潔美-琳·辛格勒 飾 梅朵·索波諾（Meadow Soprano）——東尼的女兒。
- 南希·馬錢德飾 莉維雅·索波諾（Livia Soprano）——東尼的母親。
- 艾達·特托羅 飾 珍妮絲·索波諾（Janice Soprano）——東尼的姊姊。
- 米高·伊派里奧里 飾 克立斯多佛·馬地桑提——（Christopher Moltisanti）又稱克立斯，東尼相當信任的姪子與手下。
- 多米尼克·查尼斯 飾 朱尼爾·索波諾（Corrado "Junior" Soprano）——又稱大伯，東尼的叔叔，前一任的家族老大。
- 史蒂文·范·贊特 飾 西維歐·丹堤（Silvio Dante）——東尼的直屬顧問與好友。
- 托尼·西里科 飾 保立·高提耶立（Paulie Gualtieri）——東尼的好友。
- 樊尚·帕斯托雷 飾 大婊子·邦平西諾（Big Pussy Bonpensiero）——曾是東尼的好友。
- 史提夫·許瑞帕 飾 鮑比·巴卡利耶里（Bobby Baccalieri）
- 法蘭克·文森特 飾 菲利浦·列奧塔多（英语：Phillip Leotardo）（Phil Leotardo）

## 劇情摘要
東尼因為恐慌症發作而尋求梅爾菲醫師的心理治療。東尼的母親的精神狀況、兩個青少年孩子、組織裡與FBI合作的叛徒等許多問題同時發生在他身上。
東尼為了老人問題頭痛不已，主要為組織中的尊者叔叔動作一直很大地在主導幫派的一些逞兇鬥狠，比如東尼的兒時好友經營義大利美食餐廳，叔叔卻因為一介行為不端的女人常光顧該餐廳，而在道上揚言要在該餐廳槍殺之，聽到東尼耳中不覺叔叔是否別有用意，為了叔叔一連串與之對話中對其領導方式有意見下，東尼瞭解叔叔想掌權，稍後也在幫派中代理老大因癌去世後，本該由東尼接任其父親留下的主持位子（其父將主持棒子暫交前述的代理主子，代理主子一走，照理講本該由東尼接任）真得將主持棒對外宣稱交予他尊重的叔叔接任，但條件可是不隨便，搶叔叔地盤成了名正言順，分割到叔叔最賺錢的地盤，但也另許多人見識到東尼根本就是幫派真正會做事情的“老大”，很明顯地，連FBI都錯以為東尼叔叔是老大，整個劇情還牽扯到家族情誼，原因在東尼的老媽不想去養老院，但是自己獨居又無法順利照顧自己，東尼幫她請傭人照顧起居，東尼老媽還散播傭人偷東西的奇怪言論困擾東尼，老媽又不接受東尼妻卡蜜兒曾經邀請一同住在屋簷下的說法，但又在東尼面前偶而碎碎唸一下卡蜜兒，東尼快受不了了，決定不管如何就是要將這個很奇怪又難搞的怪脾氣媽媽送走到養老院。花了一堆錢，結果萬萬沒想到裡頭的監聽裝置早就被聯邦調查局佈好陣勢，叔叔常去慰問東尼的媽媽，有時候叔叔幫東尼講話，有時候叔叔又對東尼將老母送到養老院的決定覺得很不齒，結果是叔叔對於東尼帶領那一掛的領導方式也很有意見，覺得東尼還是有相當權勢，頗覺芒刺在背。加上叔叔旁邊一些小人扇風點火，加上叔叔外面搞的女人亂講話，並在道上播放這些閒言閒語（黑道老大會幫女士口交），叔叔很生氣，一直想知道誰在扯後腿，相反地，東尼之子不小心說溜了嘴，將父親看心理醫生諮商的事情告知阿嬤，阿嬤在東尼叔叔常去安養院這段期間找她抱怨的同時洩漏出來，就在東尼完全不知自己的老母開始得到老年癡呆症，或者甚至東尼根本就懷疑她根本無病的詭異情況下，東尼叔叔在其母親曖昧不明受意下，決定主持暗殺行動，東尼好不容易逃過這一劫。叔叔很難承認這件暗殺行動，再去找他老母談談，言談中東尼叔叔終於發現其老母矢口否認又受意殺自己小孩的暗示字眼，叔叔終於發現東尼的媽媽真得有病了～～FBI終於開始展開行動，透過監聽結果抓東尼叔叔入獄，以罪證確鑿之姿展開行動，黑幫的主持棒子又輪回東尼手中，只是黑道中一直有人在講兩件事：①黑道大哥看心理諮商，會不會太娘了一點？②東尼老大拿枕頭想悶死自己在醫院的老母，心裡真出了問題。
他必須面對上面兩個沸沸揚揚的風聲，展開“滅音行動”，一場幫派派系的鬥爭閽暗中展開，而親信之一大普利人不見了，有很多謠言傳出他是背判者向調查局人員輸誠，但是畢竟大普利是自己身邊從父親時代就很親近之人，大普利還是回來向東尼解釋半天甚嘛腰痛，找了一個印度按摩女郎幫忙針灸和按摩，戀戀不忘與之鬼混到失蹤依段時間，可是東尼倒底知不知道他是反叛者呢？

## 符號與象徵意義

### 夢境
劇中運用許多夢境來象徵或表達該角色的想法與感覺，而非直接用言語來傳達。

### 動物
從第一季第一集的鴨子開始，偶爾就會使用動物的出現來代表劇中的人、事、物，而不只是單純的道具而已。出現過的動物有鴨子、松鼠、賽馬、黑熊、狗等等。不知何來的鴨子闖入東尼家後院的游泳池，明顯地代表家庭，東尼也曾向他的心理醫師梅爾菲坦言自己所認為的關聯性。第五季黑熊幾次出現在東尼家後院，對妻子卡蜜拉與兒子小安東尼的安全構成，同時反映東尼與卡蜜拉分居的情況：東尼就像那隻熊一樣，偶爾出現在原來的家中，恣意地咆哮他的不滿，甚至加深家庭情感的裂痕。

東尼對動物的喜好有別於對人類的，這顯然是種移情作用。第一季東尼成年後首度的恐慌症發作就發生在鴨群飛離游泳池後。第四季裡，東尼對賽馬的關心顯示他柔軟的一面，當他得知賽馬死於人為縱火，他企圖如為家人復仇一般回報。同樣第四季裡，當愛迪安娜說克里斯因為使用毒品而壓死了她的愛犬之後，東尼表現出更多的憤怒。

## 電子遊戲
2006年11月發售了一款改編本劇的電子遊戲《人在江湖：尊敬之路》，由THQ負責開發。

## 外部連結
- 黑道家族HBO官方網站 （页面存档备份，存于）
- 豆瓣电影上《黑道家族》的資料 （简体中文）